# Charles Singer
Charles Joseph Singer (Camberwell, 2 de novembre de 1876 – St Austell, 10 de juny de 1960) va ser un historiador de la ciencia, la tecnologia i la medicina britànic.

## Biografia
Singer nasqué a Camberwell, a Londres, on el seu pare, Simeon Singer, era un clergue i un hebraista. Va ser educat a la City of London School, la University College London, i el Magdalen College Oxford (Membre honorari de Zoologia). Va estudiar zoologia i medicina i va exercir la medicina. L'any 1903 va ser nomenat metge oficial en l'expedició dirigida per Sir John Harrington a la region fronterera entre Abissínia i el Sudan. En tornar a Anglaterra va ocupar un lloc de metge al Sussex County Hospital de Brighton, i el 1907 va anar a Singapur. L'any 1908, arran de la mort del seu pare, va tornar a Anglaterra i va ocupar llocs de treball en fiversos hospitals de Londres fins que l'any 1914 es va traslladar a Oxford per tal de treballar amb Sir William Osler (primer Baronet), aleshores Regius Professor de Medicin a la universitat.
L'any 1910 Singer s'havia casat amb Dorothea Waley Cohen, la qual era historiadora del període medieval.
Arran de la Primera Guerra Mundial, Singer, l'any 1916, acceptà una posició com a metge de la Royal Army Medical Corps com a patòleg i com a member d'una expedició arqueològica. Quan va acabar la Guerra, tornà a la Universitat d'Oxford per donar lliçons d'història de la biologia i l'any 1920 va donar lliçons d'història de la medicina a University College de la Universitat de Londres. L'any 1929 acceptà la invitació de la Johns Hopkins University per donar conferències. Es va jubilar l'any 1942. Morí a Par (Cornualla).
Singer va contribuir en la revisió i actualització de la 14a edició de l'Encyclopædia Britannica. En concret, va revisar l'article “Medicine” fet per Thomas Clifford Allbutt que apareixia des de l'11a edició i l'article “Medicine, History of”' (en el volum 15a).

## Premis i reconeixements
Charles Singer va ser Doctor honorari en Ciència (D.Sc.) per la Universitat d'Oxford, Va rebre la medalla Sarton Medal per part de la History of Science Society, i va ser president de diverses societats incloent la “ British Society of the History of Medicine” (1946-1948) i la “International Union for the History of Science” (1947). També va ser member de la International Society for the History of Medicine.